# الوقت السعيد الثاني

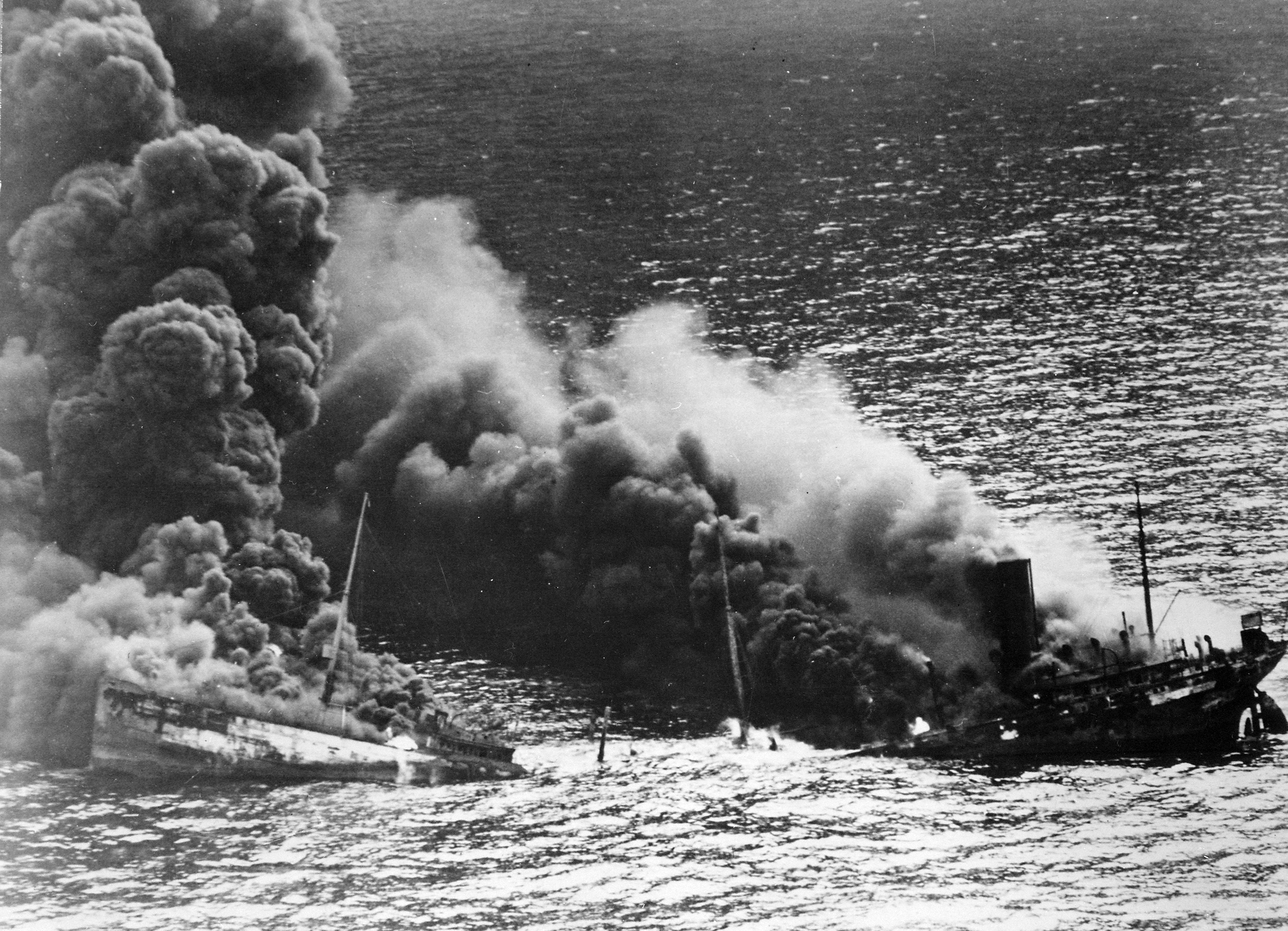

كان «الوقت السعيد الثاني»، والمعروف أيضًا بين قادة الغواصات الألمانية باسم «موسم الرماية الأمريكي»،  الاسم غير الرسمي لمرحلة في معركة المحيط الأطلسي حيث هاجمت خلالها غواصات المحور سفن الشحن التجارية وسفن الحلفاء البحرية على طول الساحل الشرقي لأمريكا الشمالية. "أول وقت سعيد" كان في 1940-1941 في شمال المحيط الأطلسي وبحر الشمال. أعلن أدولف هتلر وبينيتو موسوليني الحرب على الولايات المتحدة في 11 ديسمبر 1941، لذلك بدأت أساطيلهما البحرية في «الوقت السعيد الثاني».
استمر «الوقت السعيد الثاني» من يناير 1942 إلى حوالي أغسطس من ذلك العام وشمل العديد من العمليات البحرية الألمانية، بما في ذلك عملية Paukenschlag (أو عملية Drumbeat) وعملية Neuland. أطلق الغواصون الألمان على ذلك اسم «الوقت السعيد» أو «الوقت الذهبي»، حيث كانت إجراءات الدفاع ضعيفة وغير منظمة،  :p292 وكان غواصات يو قادرة على إلحاق أضرار جسيمة مع القليل من المخاطرة. خلال هذه الفترة، أغرقت غواصات المحور 609 سفينة بلغ مجموعها 3.1 مليون طن. وأدى ذلك إلى فقدان الآلاف من الأرواح وخصوصًا أرواح البحارة التجاريين، ضد فقدان 22 صواقة يو فقط. على الرغم من أن أقل من الخسائر خلال حملة 1917 للحرب العالمية الأولى،  تعادل ما يقرب من ربع جميع السفن التي أغرقتها غواصات يو خلال الحرب العالمية الثانية بأكملها.

## روابط خارجية
- Helgason، Guðmundur. "List of U-boat sinkings". German U-boats of WWII - uboat.net. مؤرشف من الأصل في 2010-10-25.
- رقم 53 سرب، سلاح الجو الملكي، قائمة القواعد
- مزيد من المعلومات حول RN Arw Trawlers و Royal Naval Patrol Service في WW2